# Craig Castle

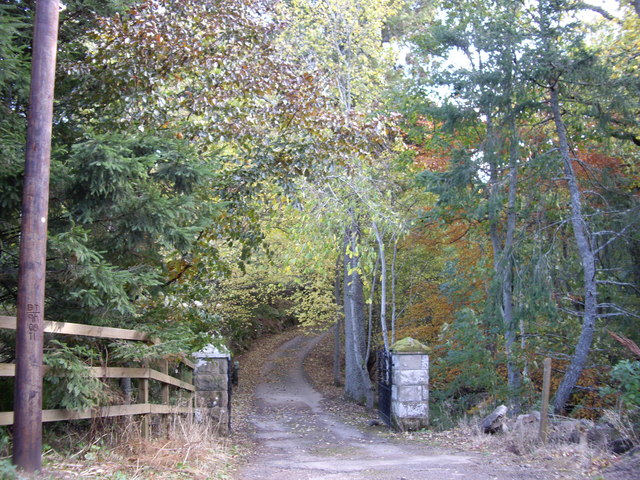
Westtor von Craig Castle

Craig Castle ist ein Tower House nahe der schottischen Ortschaft Rhynie in der Council Area Aberdeenshire. 1971 wurde das Bauwerk in die schottischen Denkmallisten in der höchsten Denkmalkategorie A aufgenommen. Die Gärten und die Sonnenuhr sind separat als Kategorie-B-Denkmäler geschützt.

## Geschichte
Während in der Literatur als Baujahr meist das dritte Viertel des 16. Jahrhunderts angegeben ist, wird in einer neueren Publikation das mögliche konkrete Baujahr 1548 genannt. Im Jahre 1726 wurde der Ostflügel sowie die Torzufahrt erbaut. Des Weiteren wurde der Innenraum überarbeitet. Der zentrale Bauteil stammt aus dem Jahre 1832. Für seine Gestaltung zeichnet der schottische Architekt Archibald Simpson verantwortlich. Er wurde nach einem Brand 1942 restauriert. Der 1908 errichtete Westflügel ist verhältnismäßig schlicht ausgestaltet.

## Beschreibung
Craig Castle steht isoliert rund drei Kilometer südwestlich von Rhynie. Der längere Schenkel des L-förmigen Wohnturms weist eine Grundfläche von 17 m × 13 m auf. Die mit mehreren Schießscharten versehenen Fassaden des dreistöckigen Gebäudes sind mit Harl verputzt. Entlang der Ostflanke schließt die Fassade mit einer auskragenden Brüstung. Da dieses typische Element eines Wohnturms an den übrigen Fassaden nicht zu finden ist, wird davon ausgegangen, dass ursprünglich eine umlaufenden Brüstung geplant war, dieses jedoch inmitten der Bauphase doch nicht ausgeführt wurde. An der Südostkante kragt eine Ecktourelle aus. Das Gewölbe im Inneren des Wehrturms ist als Kreuzrippengewölbe ausgeführt.
Ein rustizierter Torbogen verbindet den Wohnturm mit dem Ostflügel. Er wurde 1726 errichtet und trägt das Familienwappen. Der zweistöckige Ostflügel ist mit einem hohen Walmdach ausgeführt. Der einstöckige mittlere Bauteil zwischen Ost- und Westflügel ist im jakobinischen Stil ausgestaltet.

## Gärten
Die Gärten erstrecken sich östlich des Tower House. Sie wurden vermutlich im Laufe des 18. Jahrhunderts angelegt. Eine Bruchstein umfriedet die länglichen Gärten. An der Ostseite der Gärten befindet sich eine Sonnenuhr. Sie wurde im Jahre 1821 von dem Steinmetz John Montgomery geschaffen. Die Sonnenuhr ist als Baluster ausgeführt. Auf dem Baluster ruht eine von Peter Hill aus Edinburgh gefertigte Eisenplatte mit Zifferblatt.